# Salmourão (ort)
Salmourão är en ort i Brasilien.   Den ligger i kommunen Salmourão och delstaten São Paulo, i den södra delen av landet, 700 km söder om huvudstaden Brasília. Salmourão ligger 468 meter över havet och antalet invånare är 4 818.
Terrängen runt Salmourão är huvudsakligen platt. Salmourão ligger uppe på en höjd. Närmaste större samhälle är Osvaldo Cruz, 19,2 km söder om Salmourão.
Trakten runt Salmourão består i huvudsak av gräsmarker. Runt Salmourão är det glesbefolkat, med 16 invånare per kvadratkilometer.